# Menominee (Volk)

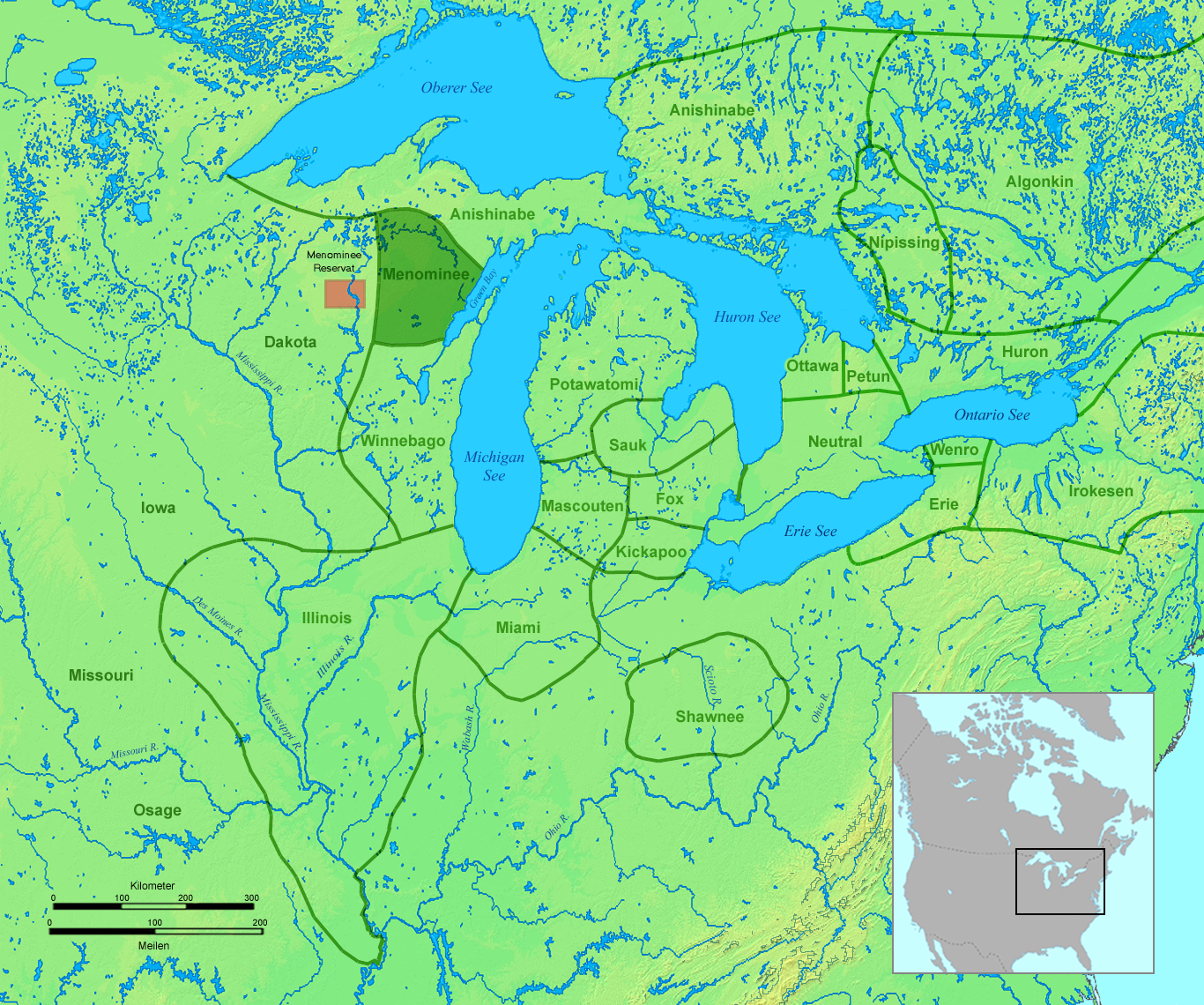
Wohn- und Jagdgebiet der Menominee vor 1641 (dunkelgrün) und heutiges Reservat (rot).

Die Menominee (auch Menomini oder Menomonee) sind ein Indianerstamm aus der Region des oberen Mississippi River in Wisconsin. Die Minominee-Sprache gehört zur Algonkin-Sprachfamilie, ist jedoch mit keinem anderen Algonkin-Dialekt eng verwandt. Ihre Selbstbezeichnung lautet Ome nomenew, was so viel wie Volk des Wildreises bedeutet. Dieser Name wurde ihnen von den benachbarten Anishinabe gegeben. Der Menominee Tribe of Wisconsin ist bundesstaatlich anerkannt und besitzt ein Reservat in Wisconsin. Im Jahr 1950 wurde dem Stamm die Anerkennung und damit das Reservat gekündigt. In einer Gerichtsverhandlung vor dem Obersten Gerichtshof der Vereinigten Staaten erhielten die Menominee 1968 ihre Rechte zurück und bekamen 1973 erneut die bundesstaatliche Anerkennung.

## Wohn- und Jagdgebiet
Das traditionelle Wohn- und Jagdgebiet der Menominee lag in Wisconsin und im nördlichen Michigan westlich des Michigansees. Ihre Nachbarn waren die Anishinabe im Norden und die Winnebago im Süden. Aus überlieferten Erzählungen geht hervor, dass sie schon seit geraumer Zeit in diesem Gebiet gelebt haben. Nach 1667 kamen die Menominee in Kontakt mit französischen Händlern, die bevorzugt Biberpelze gegen europäische Waren tauschen wollten. Da die Biber bald überjagt wurden, erweiterten sie ihr Jagdgebiet in westlicher Richtung. Als die Macht der Irokesen um 1701 gebrochen war, erfolgte eine weitere territoriale Ausdehnung. Die vor den Irokesen geflüchteten Stämme verließen Wisconsin und zogen nach Osten zurück. Die einst zahlreichen Winnebago im Süden hatten durch Kriege und verheerende Epidemien in den vergangenen sechzig Jahren den Großteil ihrer Angehörigen verloren, so dass die Menominee deren menschenleeres Gebiet besiedeln konnten. Zur Zeit ihrer größten Ausdehnung kontrollierten sie fast das gesamte zentrale Wisconsin bis zur heutigen Stadt Milwaukee im Süden. Das Gebiet umfasste rund 40.000 km². Siedlungen weißer Amerikaner und kommerzieller Holzeinschlag verdrängten die Indianer um 1832 zunehmend aus ihren angestammten Wohngebieten. Nach diversen Landverkäufen und Verträgen erklärten sich die Menominee um 1835 bereit, in ein rund 951 km² großes Reservat im nordöstlichen Wisconsin zu ziehen. Ungeachtet mehrerer Versuche, sie nach Minnesota umzusiedeln, leben sie noch heute in diesem Reservat.

## Demografie
Vor dem Kontakt mit Europäern waren die Menominee ein relativ kleiner Stamm, der zwischen zwei- und viertausend  Angehörige hatte. Zahlreiche ähnlich kleine Stämme wurden im Laufe der Zeit von den Anishinabe, Potawatomi und Menominee absorbiert. Als die Franzosen die Green Bay um 1667 erreichten, hatten endlose Kriege und von Europäern eingeschleppte Epidemien die Menominee bis auf 400 Personen reduziert. Danach erholten sie sich und ihre Bevölkerung wuchs wieder langsam auf 850 Personen im Jahr 1736, 1.100 gab es 1764 und 1.350 wurden 1806 gezählt. Der Zensus von 1854 ergab 1.930 Angehörige in sieben Dörfern. Danach sanken die Zahlen erneut, obwohl einige landlose Potawatomi und französisch-indianische Mischlinge in den 1870er Jahren hinzugerechnet wurden. 1910 wurden nur noch 1.422 Menominee gezählt. 1937 gab es 2.221 Stammesangehörige, die sich bis 1957 auf 3.720 vermehrten. In den 1970er Jahren hatte der Menominee Tribe of Wisconsin 7.200 eingetragene Angehörige, von denen 3.400 im Reservat westlich der Green Bay lebten. Der US-Zensus 2000 ermittelte 7.883 Angehörige der Menominee.

### Bevölkerungstabelle
| Jahr | Gesamt      | Frauen | Männer        | Kinder | Quellen          |
| ---- | ----------- | ------ | ------------- | ------ | ---------------- |
| 1718 |             |        | 100 (Krieger) |        | W.J.Hofmann 1896 |
| 1761 | 750         |        | 150 (Krieger) |        | W.J.Hofmann 1896 |
| 1820 | 3.900       | 900    | 600           | 2.400  | W.J.Hofmann 1896 |
| 1847 | 2.500       |        |               |        | Keesing 1939     |
| 1857 | 1.697       | 425    | 358           | 914    | W.J.Hofmann 1896 |
| 1886 | 1.308       |        |               |        | Keesing 1939     |
| 1902 | unter 1.300 |        |               |        | Keesing 1939     |
| 1916 | 1.736       |        |               |        | Keesing 1939     |
| 1929 | 1.939       |        |               |        | Keesing 1939     |
| 1956 | 2.917       | 320    | 380           | 2.217  | I. Spindler 1962 |
| 2000 | 7.883       |        |               |        | US-Zensus 2000   |

## Kultur

### Lebensunterhalt

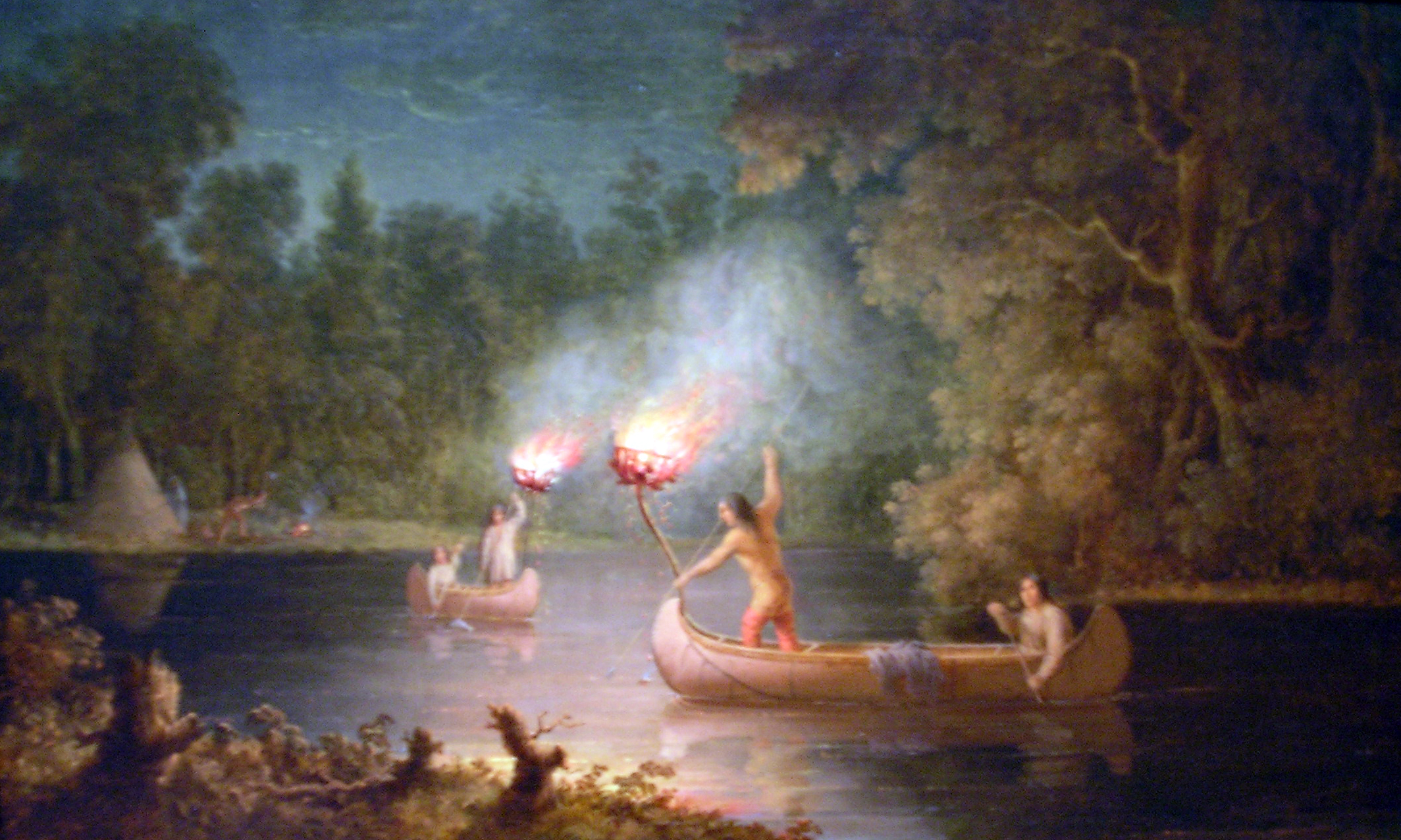
Spearing Salmon By Torchlight, ein Ölgemälde von Paul Kane. Es zeigt das nächtliche Speerfischen der Menominee auf dem Wolf River.

Vor dem europäischen Kontakt lebten die Menominee hauptsächlich von der Jagd und dem Sammeln von wilden Kräutern und Beeren. Außerdem bauten sie Squash, Bohnen und Mais in kleinen Gärten an und in den Flüssen fingen sie Störe und sammelten Wildreis. Gejagt wurde einzeln oder in kleinen Gruppen. Nur die Jagd auf Büffel  und Hirsche erfolgte in größeren Verbänden. Vor der Jagd gab es Rituale und eine Reihe von Zauberformeln, um den Jagderfolg zu sichern und die Schutzgeister anzurufen.  Einige dieser Rituale wurden noch im Jahr 1960 vor der Jagd abgehalten.
Aus frühen Aufzeichnungen der Franzosen ist die Bedeutung von Wildreis als Nahrungsmittel bekannt und traditionelle Erntetechniken wurden noch im frühen zwanzigsten Jahrhundert eingesetzt.
Der Pelzhandel  mit den Europäern bewirkte entscheidende Veränderungen im sozialen und wirtschaftlichen Bereich der Menominee. Die halbsesshafte Lebensweise zwischen Sommerdörfern und Wintercamps wurde nahezu aufgegeben. In neuerer Zeit zogen keine nomadischen Gruppen mehr in die Winterlager, doch wenige Menominee behielten die nomadisierende Lebensweise bei. Es gab einige Männer, die als Holzfäller in den Wäldern und im Sägewerk arbeiteten sowie von der Jagd und dem Fischfang lebten. Bis 1960 zogen die meisten Familien als Wanderarbeiter umher, um Kirschen, Stachelbeeren und Kartoffeln in den Obstplantagen und Farmen in Wisconsin und Michigan zu ernten. Andere sammelten Farne und immergrüne Zweige. Einige Familien zogen jedes Jahr nach Minnesota, um Wildreis zu sammeln. Im Sommer werden von einigen konservativen Gruppen traditionelle Tänze und Rituale vor Touristen gezeigt. Manche veranstalten eine Tournee durch das ganze Land.

### Technik
Die Menominee hatten Birkenrindenkanus, in der Mehrzahl jedoch Einbäume. Zu ihren Waffen gehörten  Pfeile und Bogen, Keulen, Messer mit Klingen aus Stein, Muscheln, Knochen und Kupfer sowie Äxte mit Steinklingen. Sie gerbten Leder, webten Beutel und flochten Körbe aus pflanzlichen Fasern, Rinde und Büffelhaar. Darüber hinaus stellten sie Matten aus Reed und Rinde sowie Töpfe aus Ton und weitere Haushaltsgegenstände her. Sie fertigten Vorrichtungen zum Feueranzünden, Trommeln und Pfeifen. Außer den rituellen, heiligen Artefakten und dem Zubehör für Jagd und Fischfang wurden alle diese Objekte von Frauen hergestellt. Alanson B. Skinner berichtete 1921, dass noch immer Leder gegerbt und Löffel aus Muschelschalen benutzt wurden. Die Fertigung von Spankörben wurde von den Oneida und Stockbridge-Indianern übernommen. Sogar Pfeile und Bogen waren noch im frühen zwanzigsten Jahrhundert gebräuchlich. Noch in den 1960er Jahren existierten diverse Kultgegenstände, die bei Zeremonien der Medizin Lodge, des Dream Dance und der Peyote-Religion eingesetzt wurden.

### Häuser
Die von ihnen im Sommer bewohnten rechteckigen Hütten bestanden aus einem Gerüst aus dünnen Baumstämmen, das mit Baumrinde bedeckt war. Im Winter lebten sie in kuppelförmigen Wigwams, die mit Schilfmatten oder Rinde abgedichtet wurden. Darüber hinaus gab es Schwitzhütten, Menstruationshäuser, Kabinen zum Fasten und Warten auf Visionen und ein Haus für Schamanen. W.J. Hoffman berichtete 1896 von kegelförmigen Strukturen, die im Winter und Sommer benutzt wurden und aus jungen Bäumen und Rinde bestanden. Skinner beschrieb 1921 Häuser aus Baumrinde und ein langgestrecktes Gebäude für Zeremonien. Noch 1950 bewohnten einige ältere Menominee die oben beschriebenen Rindenhäuser. Für rituelle Zeremonien errichteten Stammesangehörige 1954 für die Medicine Lodge ein Gerüst aus gebogenen Baumstämmchen, das mit Leinwand bedeckt wurde.

### Kunst
Auf Tonscherben und gut erhaltenen Medizinbeuteln wurden Bemalungen entdeckt, die geometrische Formen und stilisierte Figuren zeigten. Die frühesten Funde von Bekleidung wiesen Verzierungen aus Stachelschweinborsten und aus Tierhaar und Federn gefertigte Abbildungen religiöser Motive auf, die den Donnerer und andere heilige Wesen darstellten. Um 1830 begann eine neue Phase der Menominee-Kultur, in der die traditionellen geometrischen Formen, sowie Lederkleidung und Federschmuck abgelöst wurden. Die Menominee verwendeten andere Farbpigmente, mit denen Stoffbekleidung und Schmuck durch sorgfältig ausgearbeitete Blumendarstellungen und Ornamente verziert wurden. Die neue Kunst fand eine rasche Verbreitung infolge der Vertreibung der Stämme aus der östlichen Waldlandregion in die großen Ebenen. Noch in den 1950er Jahren waren bei besonderen Ereignissen und Vorführungen vor Touristen derartig verzierte Kleidungsstücke zu beobachten.

### Kleidung und Schmuck
Über die Kleidung der Menominee vor dem europäischen Kontakt ist sehr wenig bekannt. Sie sollen ihre Haare und den Körper mit Öl und Fett eingerieben haben und ihre Lederbekleidung war mit verschiedenfarbigen Ornamenten verziert, die eine bestimmte religiöse Bedeutung hatten. Aus Berichten der ersten Pelzhändler geht hervor, dass Kleidungsstücke, wie Lendenschurze, Leggings und Mokassins, überwiegend aus Hirschleder gefertigt wurden. Außerdem gab es einen verzierten Mantel, der nur bei besonderen Anlässen getragen wurde. Zahlreiche weitere Oberbekleidungsstücke auf Abbildungen und Gemälden stammen aus späterer Zeit. Im Verlauf der ersten Hälfte des neunzehnten Jahrhunderts übernahmen die Menominee die von weißen Frauen in dieser Zeit getragenen Kleidungsstücke. Im zwanzigsten Jahrhundert kauften die Menominee ihre Kleidung in Geschäften der Weißen, ausgenommen Mokassins, die verbreitet noch in den 1960er Jahren getragen wurden.
Im neunzehnten Jahrhundert trugen konservative Stammesangehörige aus der Medizin-Lodge-Bewegung als Schmuck und Kleidungszubehör Perlen, farbige Bänder, Ohrringe, Kämme, Kopfschmuck aus Pelz und Adlerfedern, Strumpfbänder und Glocken an Armen und Fußgelenken. Viele dieser Gegenstände waren noch um 1960 bei Vorführungen ritueller Tänze vor Touristen in Gebrauch. Eine stammesübergreifende rituelle Bekleidung für Zeremonien in den Großen Ebenen setzte sich in der Mitte des zwanzigsten Jahrhunderts durch.

### Religion
Hoffman (1896) und Skinner (1921) beschrieben das Weltbild der Menominee. Ihre Untersuchungen decken sich weitgehend mit den Berichten der Pelzhändler und Jesuiten aus dem späten siebzehnten Jahrhundert: „Sie glaubten, die Erde sei eine Insel, die in einem grenzenlosen Ozean schwamm, der das Universum in einen oberen und einen unteren Bereich teilte, wo die guten respektive bösen Mächte herrschten. Jeder Bereich wiederum war in vier übereinanderliegende Ebenen eingeteilt, die von übernatürlichen Wesen bewohnt wurden, deren Macht im Verhältnis zur Entfernung von der Erde wuchs. In der höchsten Ebene über der Erde befand sich die Gottheit, der sämtliche Wesen untergeordnet waren. Laut übereinstimmender Meinung der frühen Autoren war dieses Wesen die Sonne […]“ (Skinner 1921).
Unterhalb der höchsten Ebene und in absteigender Reihenfolge gab es die Donnervögel (Thunderbirds), die Kriegsgötter (Gods of War), den Morgenstern (Morning Star), die Goldenen Adler (Golden Eagles) und den Weißen Schwan (White Swan), sowie die anderen Vogelarten mit dem Weißkopfseeadler (Bald Eagle) an der Spitze. Unter der Erde in der tiefsten Ebene befand sich der Große Weiße Bär (Great White Bear) mit einem kupfernen Schwanz, der als traditioneller Vorfahr des Menominee-Stamms angesehen wurde. Als Nächstes in aufsteigender Reihenfolge kam der Große Panther des Untergrunds (Great Underground Panther), der eine wichtige Rolle in der Mythologie der Zentralen Algonkin und der südlichen Sioux-Stämme spielt. Danach kommt der Weiße Hirsch (White Deer), der in den Mythen  des Medizintanzes (Medicine Dance) auftaucht. Schließlich gibt es die Gehörnte Haarige Schlange (Horned Hairy Serpent), die in Seen und Flüssen wohnt und Kanus zum Kentern bringt, um die Insassen in die Unterwelt zu schaffen.
Die Erde selbst ist von bösen Geistern und Kobolden bevölkert, zum Beispiel von menschenfressenden Riesen, die im Norden leben und Indianer verspeisen. Es gibt ein böswilliges lebendes Skelett mit toten Augen, das des Nachts im Wald sein Unwesen treibt. Es existiert ein geisterhafter alter Mann, der ein Heiliges Bündel auf seinem Rücken trägt und dazu verdammt ist, bis in alle Ewigkeit zu wandern, um für seine Sünden zu büßen. Laut Skinner gibt es außerdem: „Ein Wettrennen von Zwergen, die in abgelegenen Felsfestungen wohnen.[ … ] Fliegende Totenköpfe und einen geheimnisvollen Mann, der verspätete Reisende verfolgt und belästigt. Felsen, Teiche und Hügel haben ihre irrealen Bewohner. Sämtliche Tierarten werden von übernatürlichen Wesen geleitet.“
In der Religion der Menominee spielten die Heiligen Bündel eine zentrale Rolle. Jedes Bündel enthielt sogenannte Medizin, die unter anderem aus runden Steinen (Thunder eggs), Wurzeln und Miniatur-Lacrosse-Schlägern bestand. Den Bündeln wurde eine unterschiedliche Machtfülle zugesprochen, die sie durch Rituale, Gesänge und Beschwörungen erhielten, und die Gutes aber auch Böses bewirken konnte. Die Religion der Menominee ist durch ein duales System gekennzeichnet, in dem die guten Geister über der Erde gegen die bösen Geister der Unterwelt kämpfen. Bei den traditionellen Menominee ist die alte Religion noch immer weit verbreitet.

### Soziale und politische Organisation

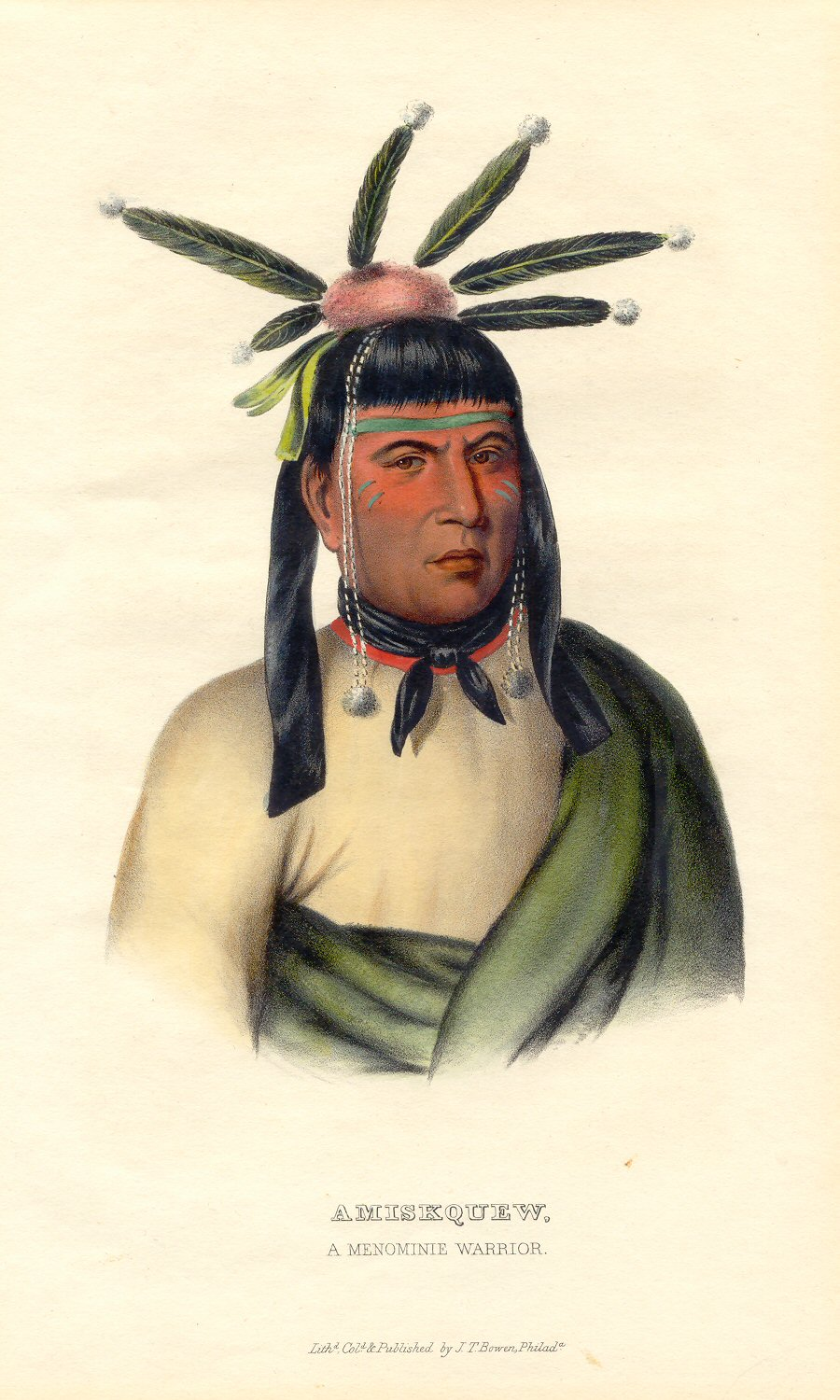
Amiskquew, ein Menomineekrieger aus der Mitte des 19. Jahrhunderts.

Aus frühen Dokumenten und den Mythen der Menominee geht hervor, dass  es eine Zweiteilung des Stammes in sogenannte Moietys gegeben hat. Sie wurden Donnerer (Thunderer) und Bären (Bears) genannt und waren in patrilineare Lineages und Clans unterteilt.  Es gab vermutlich eine exogamische Regelung, doch Einzelheiten darüber sind nicht bekannt.
Den Berichten der Jesuiten zufolge war Polygamie unter den Menominee erlaubt. Eine Heirat setzte das Einverständnis beider Eltern voraus. Gegenseitige Geschenke zwischen den Elternpaaren waren üblich. Ein frisch verheiratetes Paar wohnte gewöhnlich bei den Eltern des Mannes.
Der Häuptling des Bärenclans war der oberste Führer des Stammes. Ihm untergeordnet gab es erbliche Häuptlinge in den einzelnen Lineages. Diese Häuptlinge bildeten den Stammesrat, der die zivilen Angelegenheiten in eingeschränktem Umfang regelte. Neben den erblichen Häuptlingen soll es weitere Anführer gegeben haben, die aufgrund ihrer besonderen Fähigkeiten als Häuptling anerkannt wurden. In ihrer Obhut lag die Kriegsmedizin und sie dienten als Sprecher der erblichen Häuptlinge und als Zeremonienmeister bei öffentlichen Auftritten.
Nach der Ankunft der französischen Händler 1667 veränderte sich die soziale und politische Organisation des Stammes entscheidend. Um 1830 gab es neun Bands. Als in den nahegelegenen Waldgebieten das Wild knapp wurde, mussten die Jagdgruppen in entferntere Gebiete ziehen und jede Familie erhob Anspruch auf ein bestimmtes Jagdrevier. Um den Gegenwert ihrer zuvor gelieferten Waren zu sichern, begleiten französische Agenten diese Jagdgruppen. In den Sommermonaten lagerten die Menominee in der Nähe ihrer Fischgründe, bestellten ihre Gärten, sammelten Ahornsirup, Beeren und Wildreis. Bands bestanden überwiegend aus befreundeten Familien, folgten jedoch auch verwandtschaftlichen Bindungen. Der Zusammenhalt der Bands lockerte sich später, obwohl in der Reservationszeit noch immer einige starke Gruppen bekannt waren. Die Ehen waren jetzt überwiegend monogamisch. Im lockeren Clansystem setzte sich die individuelle Kleinfamilie durch und dieser Trend hielt bis in die 1960er Jahre an. Im Verlauf der Zeit änderte sich die Art der Stammesführung. Zu den neuen Aufgaben gehörten Erfolge bei der Beschaffung von Pelzen, in der Jagd und im Handel, bei der Beschaffung von Krediten, als Redner und in der Pflege guter Beziehungen zu Weißen und anderen Stämmen.
Nach dem Umzug im Jahr 1854 in ein Reservat wurde eine sesshafte Lebensweise für den Unterhalt erforderlich. Die Anführer der einzelnen Bands wählten geeignete Plätze im Reservat aus und ihre Bandmitglieder siedelten in der Nähe oder auch weiter entfernt. Der Zusammenhalt der einzelnen Bands löste sich nicht völlig auf, es bildeten sich jedoch auch neue Gruppen unter anderen Anführern, die ebenfalls Bands genannt wurden.
Der ehemalige Dualismus setzte sich in einer erneuten Zweiteilung in Christen (Christians) und Heiden (Pagans) fort. Die Anhänger der traditionellen Religion waren ebenfalls zweigeteilt, nämlich in die Nachkommen der ehemaligen Donnerer- bzw. Bärengruppe. Sie lebten 1960 überwiegend in oder in der Umgebung von Zoar und wurden von anderen Menominee als die Heidnische Gruppe bezeichnet. Sie sind alle weitläufig miteinander verwandt. Zahlreiche Anhänger der traditionellen Gruppe besitzen ein Totem. Bis zur Mitte des zwanzigsten Jahrhunderts war es üblich, dass jeder Verstorbene am Grab sein auf einem Pfosten gemaltes Totem bekam.
Einige der herkömmlichen Rechte und Pflichten zwischen Verwandten blieben erhalten. Die alten humorvollen Beziehungen, besonders zwischen einem Mann und seinem Schwager, sind noch immer aktuell. Andere verwandtschaftliche Verpflichtungen, wie zum Beispiel das Verteilen von Fleisch nach einer Jagd, werden noch heute praktiziert. Wenn Verwandte in Not geraten, wird ihnen nach Aufforderung wirtschaftliche Hilfe zuteil. Die Dorfältesten erfahren großen Respekt in der Gemeinde. Sie kennen die Rituale der Medicine Lodge und des Dream Dance, haben direkten Kontakt zu übernatürlichen Wesen, können ihre Träume deuten und einem Kind den geeigneten Namen geben.

## Geschichte

### Frühgeschichte

Lage von Fort Michilimackinac und politische Territorien in Nordamerika um 1750.

Aus den Überlieferungen der Menominee geht hervor, dass ihre ursprüngliche Heimat im Norden der Großen Seen bei Sault Ste. Marie und Fort Michilimackinac lag. Wahrscheinlich um 1400 wurden sie von den Anishinabe nach Südwesten in die Gegend des Menominee Rivers abgedrängt. Den ersten Kontakt mit den Franzosen hatten sie 1634 in Person von Jean Nicolet auf seiner Reise zu den Winnebago an der Green Bay.
Aus den Aufzeichnungen der frühen Missionare ist bekannt, dass die Winnebago und Menominee ein Gebiet bewohnten, das zwischen der Green Bay, dem Michigansee und dem Oberen See im heutigen Wisconsin lag. Im Verlauf der Biberkriege zwischen 1635 und 1653 erfolgten permanente Angriffe der Irokesen auf die südlich der Großen Seen lebenden Stämme der Zentralen Algonkin. In der Folge flüchteten die Potawatomi, Ottawa und Sauk nach Norden, während die Fox, Kickapoo und Mascouten nach Süden auswichen. Die Menominee befanden sich in einer geschützteren, weiter abgelegenen Position, und flüchteten nur bei einem drohenden direkten Angriff der Irokesen.
Nach dem Friedensschluss mit den Irokesen im Jahr 1667 kamen die Ottawa und Wyandot nach Green Bay, um als Vermittler zwischen den Weißen und anderen Stämmen zu agieren. Die engsten kulturellen Beziehungen hatten die Menominee zu den Winnebago und Anishabe bis zum Beginn der Reservatszeit. Frühe Handelsbeziehungen bestanden zu den Sioux, aus deren Steinbrüchen in Minnesota sie vermutlich den Pfeifenstein bezogen, sowie Kupfer westlich vom Oberen See. Die Winnebago wiederum erhielten Produkte aus Stein und Holz von den Menominee. Es gibt Berichte über frühen Tauschhandel von Kulturgütern zwischen Algonkin- und Irokesenstämmen, der bei sporadischen Treffen in der nördlichen Wildnis stattfand.

### Verbündete  der Franzosen und Engländer
Der erste französische Händler, Nicolas Perrot, kam 1667 zu den Menominee und errichtete an der Green Bay einen Handelsposten. Vier Jahre später ließen sich französische Missionare unter dem Jesuiten Claude-Jean Allouez in einem ihrer Dörfer nieder. Zu dieser Zeit war Bevölkerungszahl der Menominee und Winnebago durch Epidemien und Kriege dramatisch geschrumpft. Allouez  berichtete, dass nur noch etwa 10 Prozent ihrer ehemaligen rund 4.000 Stammesangehörigen lebte. Mit den europäischen Handelsgütern änderte sich das bisherige Siedlungsmuster der Menominee. Die Pelzhändler drängten die Indianer in die Rolle von Schuldnern. Im Sommer wurden sie in die französischen Handelsposten gelockt und ermuntert, große Mengen an europäischen Waren zu erwerben gegen das Versprechen, diese im Winter mit einer entsprechenden Menge an Pelzen zu bezahlen. Der Stamm teilte sich in nomadisierende Bands auf, die das ganze Jahr hindurch Fallen aufstellten, um pelztragende Tiere zu fangen. Die Menominee waren enge Verbündete der Franzosen und wurden um 1736 zu einem der dominierenden Stämme der Region.
Nach der französischen Niederlage im Franzosen- und Indianerkrieg (1754–1762) erschienen um 1761 die Briten an der Green Bay. Sie stießen zunächst auf Ablehnung und erkauften sich die Sympathie und Loyalität der Menominee mit umfangreichen Geschenken. Sie waren einer der wenigen Stämme, die sich nicht an Pontiacs Aufstand (1763–1766) beteiligten. Sie blieben in den folgenden fünfzig Jahren treue Verbündete der Engländer und standen in der Amerikanischen Revolution (1775–1783) und im Krieg von 1812 (1812–1814) an ihrer Seite.

### Leben im Reservat

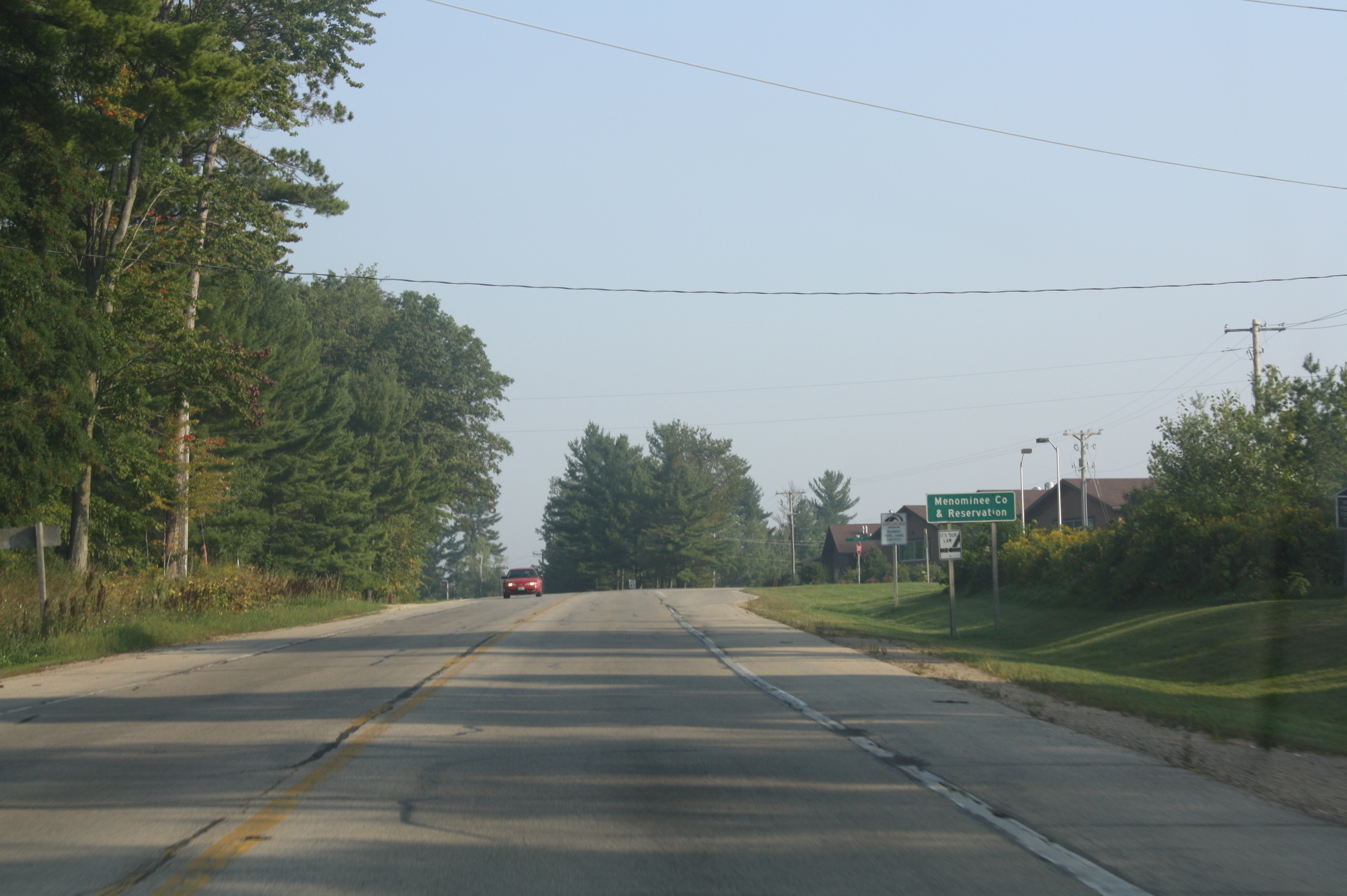
Einfahrt zum Reservat auf dem Wisconsin Highway 55 bei Keshena

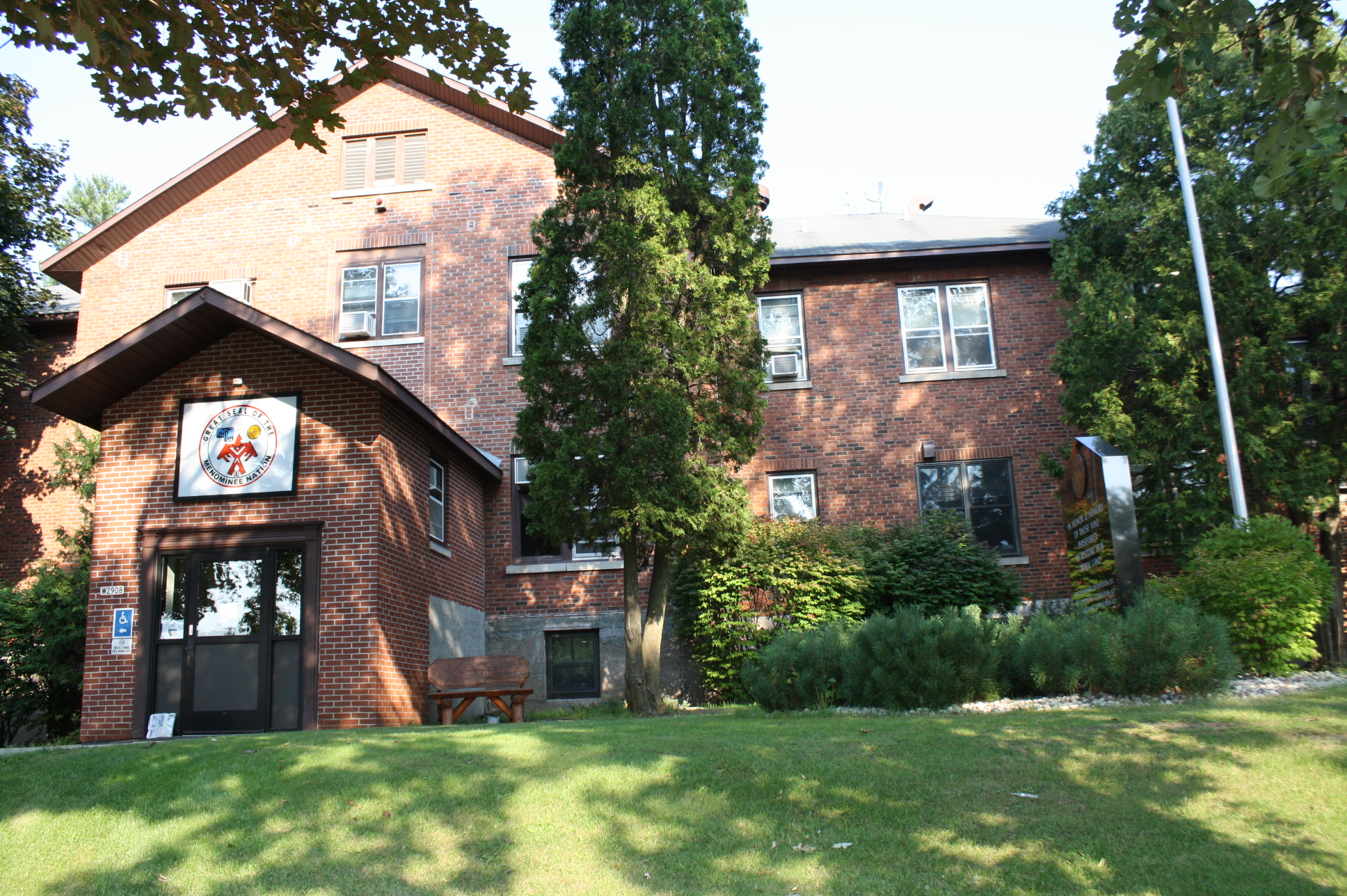
Stammesbüro in Keshena.

Nach 1815 kamen die Menominee unter amerikanische Kontrolle. Weiße Siedler drangen in ihr Land und versuchten, sie weiter nach Westen zu drängen. Zwischen 1827 und 1852 schlossen sie mehrere Verträge über Landverkäufe ab, in denen sie einen Großteil ihres Territoriums abtraten. Dem Verhandlungsgeschick ihrer Häuptlinge Oshkosh und Keshena  verdankten die Menominee, dass  1854 der Wolf-River-Vertrag unterzeichnet wurde. Rund 2.000 Stammesangehörige mussten anschließend in ein etwa  957 km² großes  Reservat am oberen Wolf River im nördlichen Wisconsin umziehen. Es war ein Land mit vielen kleinen Seen, Fluss- und Bachläufen und reichem Fisch- und Wildvorkommen. Trotzdem war der Bestand auf Dauer nicht für den Lebensunterhalt ausreichend für alle Menominee und einige von ihnen begannen mit Ackerbau und Viehzucht nach amerikanischem Vorbild. Die Farmarbeit war allerdings wenig erfolgreich und wurde bald durch Holzfällen als Haupterwerb ersetzt. 1908 begann eine stammeseigene Sägemühle mit dem Betrieb.
Schon bald nach der Ankunft im Reservat verteilten sich die Stammesangehörigen je nach Bandzugehörigkeit über das gesamte Areal. Es bildeten sich die beiden Dörfer Neopit und Keshena, wobei der letzte Ort als Sitz des United States Indian Service bis zu seiner Schließung im Jahr 1961 diente. 1928 gaben sich die Menominee eine Verfassung und ein Stammesrat, der Menominee Indian Advisory Council, wurde eingerichtet.
Die Menominee waren in Regierungskreisen als ein unbequemer Stamm bekannt. In den 1870er Jahren begann das Bureau of Indian Affairs (BIA), in den ausgedehnten Wäldern des Menominee-Reservats Holz zu schlagen. Dieser Wald bestand überwiegend aus Weiß-Kiefern (Pinus sabiniana), die einen beträchtlichen Wert darstellten. Der Holzverkauf war lukrativ, so dass die Holzindustrie versuchte, größere Waldstücke von den Indianern zu erwerben. Obwohl das BIA mit Zustimmung des US-Kongresses den Verkauf befürwortete und Druck auf die Indianer ausübte, weigerten sich die Menominee konsequent, ihre Wälder für die industrielle Nutzung freizugeben. Zehn Jahre später lehnte der Stamm den General Allotment Act rigoros ab, in dem die Verteilung des Stammeslands an seine Angehörigen gefordert wurde.

### Termination
Unter Termination ist eine Phase der Indianerpolitik der Vereinigten Staaten zu verstehen, die zum Ziel hatte, die Verwaltung der Indianerreservate durch die Regierung aufzuheben und die Indianer allen Bürgern der USA gleichzustellen. Verantwortlich für die neue Indianerpolitik war Dillon S. Myer, Beauftragter für indianische Angelegenheiten im BIA. Das 1953 verabschiedete Gesetz hatte weitreichende Folgen für die Indianer. Die Regierung ließ eine Liste aller Stämmen aufstellen, die ihrer Meinung nach sofort terminiert werden sollten. Bis 1962 wurden 120 meist kleinere Stämme, jedoch auch einige größere wie die Menominee in Wisconsin oder die Klamath in Oregon, kurzerhand aufgelöst. Die betroffenen Indianer verloren ihren autonomen Sonderstatus, mussten Steuern zahlen und erhielten keine staatliche Unterstützung mehr.
Damit entfielen alle Sonderrechte und staatlichen Zuwendungen an die Menominee, mit denen die USA die Assimilation der Indianer fördern wollte. Sie wurden damit zum ersten Opfer der sogenannten Terminationspolitik der USA. Weitere Folgen der Termination waren ein rapides Ansteigen der Arbeitslosigkeit sowie der totale Zusammenbruch des Gesundheitswesens und der Wohnungsbauprogramme. Die katastrophalen Auswirkungen dieser Politik führten zum organisierten Widerstand der Menominee und anderer Stämme. Nach endlosen Verhandlungen und unter dem Eindruck von Konflikten, wie der Besetzung der Insel Alcatraz (1969–71) und dem bewaffneten Aufstand von Wounded Knee (1973) kam es schließlich zum Indian Self Determination Act von 1975. Dieses Gesetz stellte die Beziehungen zwischen den Indianervölkern und der Bundesregierung auf eine neue Basis, bestätigte die Geltung der in der Vergangenheit abgeschlossenen Verträge und garantierte die kollektiven Rechte der Völker auf Selbstverwaltung.
Präsident Richard Nixon stellte 1974 in einem Bericht unter dem Titel „Gerechtigkeit für die Indianer“ an den US-Kongress fest:

„[…] Da die Menominee ihren Status als Indianerstamm unfreiwillig verloren, nichtsdestoweniger aber an ihrem Land und ihrer Stammesorganisation festhielten, verabschiedete der Kongress ein Gesetz, das ich unterzeichnete, mit dem die Treuhänderschaft des Bundes über den Menominee-Stamm wiederhergestellt wurde. In den Gerichten verfechten wir mit Nachdruck die indianischen Rechte an den Naturvorkommen. […] Eine Maßnahme unserer Bemühungen, eine humanere Politik zu verfolgen, ist die Anhebung der Bundesmittel zur Unterstützung der Indianer um den doppelten Betrag auf über 1,6 Milliarden Dollar […]“

1975 erreichten die Menominee die Wiederanerkennung als Indianerstamm und die erneute Errichtung ihres Reservats in Wisconsin. Heute leben sie wieder teilweise von der Holzwirtschaft. Außerdem gibt es seit 1987 ein Spielcasino und ein Hotel innerhalb des Reservats in Keshena (Wisconsin).
Im US-Zensus 2000 wurden insgesamt 7.883 Menominee gezählt.